# Међународна година детета
Унеско је 1979. прогласио Међународном годином детета (енгл. International Year of the Child). Прокламацију је 1. јануара 1979. године потписао генерални секретар Уједињених нација Курт Валдхајм. Као наставак Декларације о правима детета из 1959. године, прокламација је имала за циљ да скрене пажњу на проблеме који погађају децу широм света, укључујући неухрањеност и недостатак приступа образовању. Многи од ових напора резултирали су Конвенцијом о правима детета 1989. године.

## Историја
У оквиру УН и у земљама чланицама одржани су бројни догађаји поводом овог догађаја, укључујући и концерт музике за УНИЦЕФ, одржан у Генералној скупштини УН 9. јануара. ВБЗ-ТВ 4 у Бостону, Масачусетс, заједно са четири друге станице Групе В, угостио је и емитовао слављенички фестивал, "Kidsfair" (који се од тада обично одржава око Празника рада) из Бостон Комона. У згради Уједињених нација у Њујорку, 1. децембра 1979. године, одржан је филмски фестивал на коме су били приказани међународни цртани и кратки филмови који се фокусирају на децу. Канадски аниматор/редитељ Јуџин Федоренко креирао је филм за Национални филмски одбор Канаде, под називом Свако дете, који је усредсређен на бебу без имена коју нико не жели јер је превише заузета својим бригама. Ово је коришћено да се објасни како свако дете има право на дом. Звучни ефекти су креирани гласовима Les Mimes Electriques.